# Соколовка (Иланский район)
Соколовка — село в Иланском районе Красноярского края. Административный центр Соколовского сельсовета.

## История
Село было основано в 1897 году. По данным 1926 года в деревне Соколовка имелось 82 хозяйства и проживало 389 человек (181 мужчина и 208 женщин). В национальном составе населения преобладали белорусы. Функционировала школа I ступени. В административном отношении деревня являлась центром Соколовского сельсовета Устьянского района Канского округа Сибирского края.

## Население
| 2010 |
| ---- |
| 404  |

Гендерный состав
По данным Всероссийской переписи населения 2010 года в гендерной структуре населения мужчины составляли 48,5 %, женщины — соответственно 51,5 %.
Национальный состав
Согласно результатам переписи 2002 года, в национальной структуре населения русские составляли 85 % из 497 чел.